# 브록 유리크
브록 유리크(Brock Yurich, 1989년 5월 1일 ~ )는 미국의 연극 배우이다.
뉴 필라델피아에서 태어났다.

## 영화
- 고트 (2016년) - 웨스 역
- 언페이스풀
- 아더 우먼
- 웨딩위크

## 텔레비전
- 성범죄수사대: SVU
- 언브레이커블 키미 슈미트